# Paradiplocampta tabeti
Paradiplocampta tabeti är en tvåvingeart som beskrevs av Hall 1975. Paradiplocampta tabeti ingår i släktet Paradiplocampta och familjen svävflugor. Inga underarter finns listade i Catalogue of Life.